# Andriej Troszczinski
Andriej Borisowicz Troszczinski (ros. Андрей Борисович Трощинский; ur. 14 lutego 1978 w Ust-Kamienogorsku, Kazachska SRR, zm. 21 grudnia 2015 w Pawłodarze) – kazachski hokeista, reprezentant Kazachstanu, olimpijczyk.
Jego brat Aleksiej (ur. 1973) także został hokeistą.

## Kariera
- Dinamo 2 Moskwa (1994-1995)
- Torpedo Ust-Kamienogorsk (1997-1999)
- KKH Katowice (1999-2000)
- Worcester IceCats (2000-2002)
- Mietałłurg Magnitogorsk (2002)
- Kazcynk-Torpedo (2002-2009)
- Barys Astana (2008)
- HK Jesenice (2009)
- Gazowik Tiumeń (2009-2010)
- Saryarka Karaganda (2010)
- Kazcynk-Torpedo (2010-2011)
- Jertys Pawłodar (2011-2013)
- Arłan Kokczetaw (2013-2014)
- Jertys Pawłodar (2014-2015)

Wychowanek Torpedo Ust-Kamienogorsk. W drafcie NHL z 1998 został wybrany przez St. Louis Blues. Rok później został zawodnikiem KKH Katowice i w barwach tego klubu w sezonie ligi polskiej 1999/2000. Od 2000 do 2002 przez dwa sezony grał w amerykańskiej lidze AHL. Później występował głównie w niższych ligach rosyjskich, lidze kazachskiej oraz w krótkotrwale w KHL i WHL.
Uczestniczył w turniejach mistrzostw Azji juniorów do lat 18 w 1994, mistrzostw świata juniorów do lat 20 w 1996, 1998. Następnie został seniorskim reprezentantem Kazachstanu, w barwach którego występował wielokrotnie. Uczestniczył w turniejach mistrzostw świata w 1998, 2000, 2003, 2004, 2005, 2006, 2007 oraz zimowych igrzysk olimpijskich 2006.
Był czynnym zawodnikiem do końca sezonu 2014/2015 w zespole Jertys Pawłodar. Następnie został asystentem trenera w tym klubie.
Zmarł 21 grudnia 2015 w Pawłodarze na serce. W hali lodowiska Jertysu została wywieszona koszulka z numerem 88, upamiętniająca Andrieja Troszczinskiego.

## Sukcesy
Reprezentacyjne
- Awans do MŚ Elity: 2003

Klubowe
- Macgregor Kilpatrick Trophy: 2001 z Worcester IceCats
- F.G. „Teddy” Oke Trophy: 2001 z Worcester IceCats
- Puchar Kazachstanu: 2002, 2003, 2004, 2007 z Torpedo
- Złoty medal mistrzostw Kazachstanu: 2004, 2005, 2007 z Torpedo, 2013, 2015 z Jertysem Pawłodar
- Srebrny medal mistrzostw Kazachstanu: 2006 z Torpedo, 2012 z Jertysem Pawłodar, 2014 z Arłanem Kokczetaw
- Trzecie miejsce w Pucharze Kontynentalnym: 2007/2008 z Torpedo
- Brązowy medal mistrzostw Kazachstanu: 2011 z Saryarką Karaganda

Indywidualne
- Liga kazachska 2003/2004: pierwsze miejsce w klasyfikacji asystentów: 25 asyst